# Instrukcja techniczna K-1 (1998)
Instrukcja techniczna K-1 – standard techniczny w geodezji w Polsce, obowiązujący do 2011 roku na podstawie rozporządzenia Ministra Spraw Wewnętrznych i Administracji z dnia 24 marca 1999 (Dz.U. z 1999 r. nr 30, poz. 297), zbiór wytycznych dotyczących tworzenia mapy zasadniczej w geodezji wprowadzony w 1998 przez Głównego Geodetę Kraju pismem w sprawie stosowania instrukcji technicznej "K-1 Mapa zasadnicza". Ostatnim wydaniem jest wydanie III z 1998 opracowane przez Zdzisława Adamczewskiego, Andrzeja Bąka, Mariolę Gilską, Edwarda Mechę, Ryszarda Staniszewskiego, Zygmunta Szumskiego, Wojciecha Wilkowskiego oraz Stanisławę Mogiłło-Suchowerę. 
W związku z wprowadzeniem ustawy o infrastrukturze informacji przestrzennej z 4 marca 2010 roku (art. 35), instrukcja ta straciła ważność w 2011 roku. Od 5 kwietnia 2013 roku jedynym dokumentem opisującym zasady prowadzenia mapy zasadniczej Rozporządzenie Ministra Administracji i Cyfryzacji z 12 lutego 2013 r. w sprawie bazy danych geodezyjnej ewidencji sieci uzbrojenia terenu, bazy danych obiektów topograficznych oraz mapy zasadniczej. Rozporządzenie to nie przewiduje możliwości prowadzenia mapy zasadniczej w formie analogowej, a jedynie definiuje obiektowe bazy danych, z których pozyskuje się dane do utworzenia mapy zasadniczej. Arkusze mapy zasadniczej prowadzone w formie analogowej na podstawie art 53b Ustawy Prawo geodezyjne i kartograficzne zachowują swoją ważność do końca 2013 roku. Po tej dacie mapa zasadnicza może być prowadzona jedynie w formie mapy numerycznej.

## Mapa zasadnicza
Instrukcja K-1 z 1998 podaje zasady opracowania podstawowej mapy kraju, zwanej także mapą zasadniczą, w postaci klasycznej lub numerycznej, stanowi, iż edycję mapy zasadniczej wykonuje się w skalach: 1:500, 1:1000, 1:2000, 1:5000, zwanymi skalami bazowymi, oraz ustala:
- pojęcie mapy zasadniczej, jej przeznaczenie i funkcje
- pojęcie metryki mapy
- skale mapy i zasady ich doboru
- treść mapy
- formę mapy
- prowadzenie mapy
- wymagania w stosunku do systemów informatycznych.

Według tej instrukcji mapa zasadnicza jest to wielkoskalowe opracowanie kartograficzne zawierające aktualne informacje o przestrzennym rozmieszczeniu obiektów ogólnogeograficznych oraz elementach ewidencji gruntów i budynków, a także sieci uzbrojenia terenu: nadziemnych, naziemnych i podziemnych oraz stanowi:
- podstawowy element państwowego zasobu geodezyjnego i kartograficznego
- podstawowy materiał kartograficzny, wykorzystywany do zaspokojenia różnorodnych potrzeb gospodarki narodowej, a w szczególności zagospodarowania przestrzennego, katastru nieruchomości i powszechnej taksacji
- źródłowe opracowanie kartograficzne do sporządzania map pochodnych i innych wielkoskalowych map tematycznych oraz aktualizacji mapy topograficznej w skali 1:10 000 (1:5000).

Ponadto instrukcja zawiera katalog obiektów i znaków umownych oraz warunki edycji.
Ze względu na zamieszczony w niej zapis, że aktualizacji map dokonuje się według instrukcji obowiązujących w czasie ich zakładania, dopuszczono stosowanie m.in. instrukcji K-1 z 1979 oraz D-II z 1962 roku. 
Mapa zasadnicza służy do celów administracyjnych, prawnych, ewidencyjnych i projektowych oraz stanowi część składową krajowego systemu informacji o terenie (SIT).